# Agrostia amoena
Agrostia amoena är en insektsart som beskrevs av Ludwig Redtenbacher 1906. Agrostia amoena ingår i släktet Agrostia och familjen Pseudophasmatidae. Inga underarter finns listade i Catalogue of Life.